# Olmeca
Olmeca  (лат.) — олиготипный род однодольных растений семейства Злаки (Poaceae) из трибы бамбуков (Bambuseae). Выделен американским ботаником Томасом Робертом Сёдерстрёмом в 1982 году.
Род назван в честь ольмеков, древнего мезоамериканского индейского народа.

## Систематика
В состав рода входят не менее двух видов растений:
- Olmeca recta Soderstr.
- Olmeca reflexa Soderstr.typus[3]

В некоторых источниках в состав рода включают до пяти видов.

## Распространение
Известны с юга Мексики и Гондураса, по данным отдельных источников — эндемики Мексики.
Растут в дождливых тропических, вечнозелёных и первичных лесах, на влажных склонах, по обочинам дорог.

## Общая характеристика
Многолетние обоеполые растения со слабым прямостоячим древовидным стеблем.
Соцветие — метёлка.
Плоды мясистые.
Близки представителям рода Aulonemia.